# Bertelsmann
Bertelsmann SE & Co. KGaA és una empresa de mitjans de comunicació multinacional fundada en 1835, amb seu a Gütersloh, Alemanya. En l'actualitat és un dels principals grups de mitjans a nivell global i el més gran de Europa, operant en uns 55 països i donant treball a més de cent mil persones. El 2014 la companyia anuncià ingressos de 16.400 milions d'euros.

## Empreses del Grup
- RTL Group és el major operador de ràdio i televisió a nivell europeu. A Espanya té presència a través d'Atresmedia i Fremantle Media[4]
- Penguin Random House, el major grup editorial del món[5]
- G+J, (Gruhner & Jahr) un dels majors grups editorials de publicació de revistes d'Europa. Té presència a Espanya a través de G+J España i Motorpress Ibérica
- Arvato, proveïdor internacional de serveis de BPO
- Be Printers, proveïdor internacional de serveis d'impressió i comunicació
- Corporate, aglutina les funcions de centre corporatiu i inversions corporatives, com les realitzades a BMG i BDMI

El Grup Bertelsmann està present a Espanya des de fa més de 50 anys, sent el primer mercat en el qual va operar fora d'Alemanya. En ell està present a través de la seva activitat en els sectors televisius (Atresmedia, Fremantle), editorial (Penguin Random House Grup Editorial), publicacions (G+J, Motorpress), serveis (Arvato), música (BMG) i impremta (Be Printers).

## Història
Bertelsmann és una empresa familiar que ha estat propietat de la família Mohn durant set generacions. Fou fundada com una companyia editorial en juliol de 1835 per Carl Bertelsmann, centrada en publicacions de tipus religiós.
La C. Bertelsmann Verlag va ser fundada com una companyia de publicació al juliol de 1835 per Carl Bertelsmann. Al principi Bertelsmann es va concentrar en literatura religiosa. En 1851 el programa de publicacions es va estendre a l'àrea de novel·las pel fill de Carl Bertelsmann, Heinrich. Durant els següents anys Bertelsmann es va expandir a ritme constant. En 1939 la companyia de publicació donava ocupació a 400 persones.
Després de la Segona Guerra Mundial, la companyia va ser refundada per Reinhard Mohn), la cinquena generació de la família Bertelsmann, després de la Segona Guerra Mundial. En els anys 1950, Bertelsmann es va expandir a través del Bertelsmann Leserring (Cercle de Lectors), que arribaria a Espanya en 1962, i posteriorment va entrar al mercat de la música), amb la fundació en 1958 del segell discogràfic Ariola Records.
En 1964 Bertelsmann va comprar Ufa film Production company i va iniciar la seva activitat en el sector cinematogràfic. Aquesta companyia va ser venuda en els anys 1970. En 1969, Bertelsmann va comprar part de la companyia de publicacions Gruner and Jahr (publicació de periòdics i revistes), convertint-se en 1973 en el propietari majoritari.
Des dels anys 1980, Bertelsmann es va expandir internacionalment: en 1979 va adquirir el segell americà Arista; en 1980 Bantam Books; en 1986 el segell RCA Victor i la companyia de publicació Doubleday. En 1992 va adquirir el 50% de Windham Hill Records i en 1996 va prendre el control complet del segell. Durant aquest període les activitats al mercat de la música van ser unides sota la marca BMG.
En l'actualitat és un dels principals grups mediàtics mundials i és el primer editor de revistes a Europa i el segon al món.
En 2013, Bertelsmann va fusionar la seva divisió editorial Random House juntament amb Penguin, propietat del Grup Pearson, per crear el major grup editorial del món, Penguin Random House.